# بافلوس، ولي عهد اليونان
بافلوس، ولي عهد اليونان (باليونانية: Παύλος؛ ولد 20 مايو 1967) هو الابن الذكر الأكبر والطفل الثاني ترتيباً لقسطنطين الثاني وآن ماري ملكة اليونان، اللذين كانا آخر ملك وملكة لليونانيين وذلك ما بين عام 1964 وعام 1973.